# Pjasina
De Pjasina (Russisch: Пясина) is een rivier in Noord-Siberië in Tajmyr, kraj Krasnojarsk, Aziatisch Rusland. De rivier heeft haar oorsprong in het Pjasinomeer aan de noordwestrand van het Poetoranagebergte, wordt verder gevoed door de linker zijrivier de Agapa, en stroomt vandaar naar het noorden als de westrand van het schiereiland Tajmyr om uit te monden in de Golf van Pjasina in de Karazee. Vanaf het Pjasinameer stroomt de rivier eerst een stuk door een Morenebed en tot de instroom van de Doedynta, 144 kilometer verderop stroomt de Pjasina door een smal stroomdal. Vandaar stroomt de rivier over het Noord-Siberisch Laagland waar de Pjasina een aantal bochten vormt en in de buurt van de instroom van de Jangoda en Mokoritto verdeelt de rivier zich over een aantal meanders. Ter hoogte van de instroom van de rivier Poery vormt de Pjasina door het Byrrangagebergte een snelle stroom die zich door een nauwe vallei drukt. In de buurt van het laagland van de kust stroomt het door een matig ontwikkelde stroomvallei, waarna het in het estuarium van de Golf van Pjasino stroomt, die verdeeld is in een aantal stromen en zandbanken.
In het stroomgebied van de Pjasina bevinden zich meer dan 60.000 meren met een totale oppervlakte van 10.450 km². De rivier wordt vooral gevoed door sneeuw en is bevroren van eind september, begin oktober tot juni. Het debiet bedraagt gemiddeld 560 m³/sec en aan de monding 2600 m³/sec. De rivier is bevaarbaar en met name de zijrivieren (waaronder de Agapa) zijn erg visrijk.
- Virtual International Authority File: 2702151595768005470006